# Чемпионат СНГ по дзюдо среди женщин
Чемпионат СНГ по дзюдо среди женщин — соревнование по дзюдо за звание чемпионки СНГ среди женщин. Был проведён всего один раз — 21-24 января 1992 года.

## Медалисты
| Весовая категория           | Золото                        | Серебро                      | Бронза                                                             |
| --------------------------- | ----------------------------- | ---------------------------- | ------------------------------------------------------------------ |
| Наилегчайший вес (до 48 кг) | Татьяна Москвина Могилёв      | О. Коскина Дзержинск         | О. Крутолевич Могилёв Татьяна Кувшинова Дзержинск                  |
| Полулёгкий вес (до 52 кг)   | Д. Максудова Бишкек           | Лидия Акимова Бишкек         | Т. Гаврилова Львов Марина Ковригина Красноярск                     |
| Лёгкий вес (до 56 кг)       | И. Торопеева Минск            | Л. Матиевская Мариуполь      | Т. Куромова Кировоград Зульфия Гарипова Казань                     |
| Полусредний вес (до 61 кг)  | Татьяна Богомягкова Пермь     | Н. Колодкина Санкт-Петербург | Н. Киямова Наманган Раса Цеханавичюте Дзержинск                    |
| Средний вес (до 66 кг)      | Елена Петрова Санкт-Петербург | В. Гордеева Рига             | С. Селиханова Орша Елена Котельникова Липецк                       |
| Полутяжёлый вес (до 72 кг)  | Елена Бесова Санкт-Петербург  | Татьяна Беляева Львов        | Светлана Галянт Петропавловск-Камчатский Ю. Анцыгина Нижневартовск |
| Тяжёлый вес (свыше 72 кг)   | Светлана Гундаренко Челябинск | В. Козловская Минск          | С. Лисянская Киев Виктория Казунина Ташкент                        |
| Абсолютная категория        | Ирина Родина Тула             | О. Тарасова Минск            | Виктория Казунина Ташкент Ирина Емельянова Минск                   |